# 广州广播电视台
廣州廣播電視台（英語：GuangZhou Broadcasting Network，GZBN）是中国广东省广州市的市级广播电视媒体，成立于2010年8月18日，目前拥有6个开路电视频道、4个自办广播频率，覆盖广州市及广东省内部分地区，下属广州广电传媒集团有限公司、中国广电广州网络股份有限公司（原珠江数码）和广州影视传媒有限公司等企业。

## 历史与发展

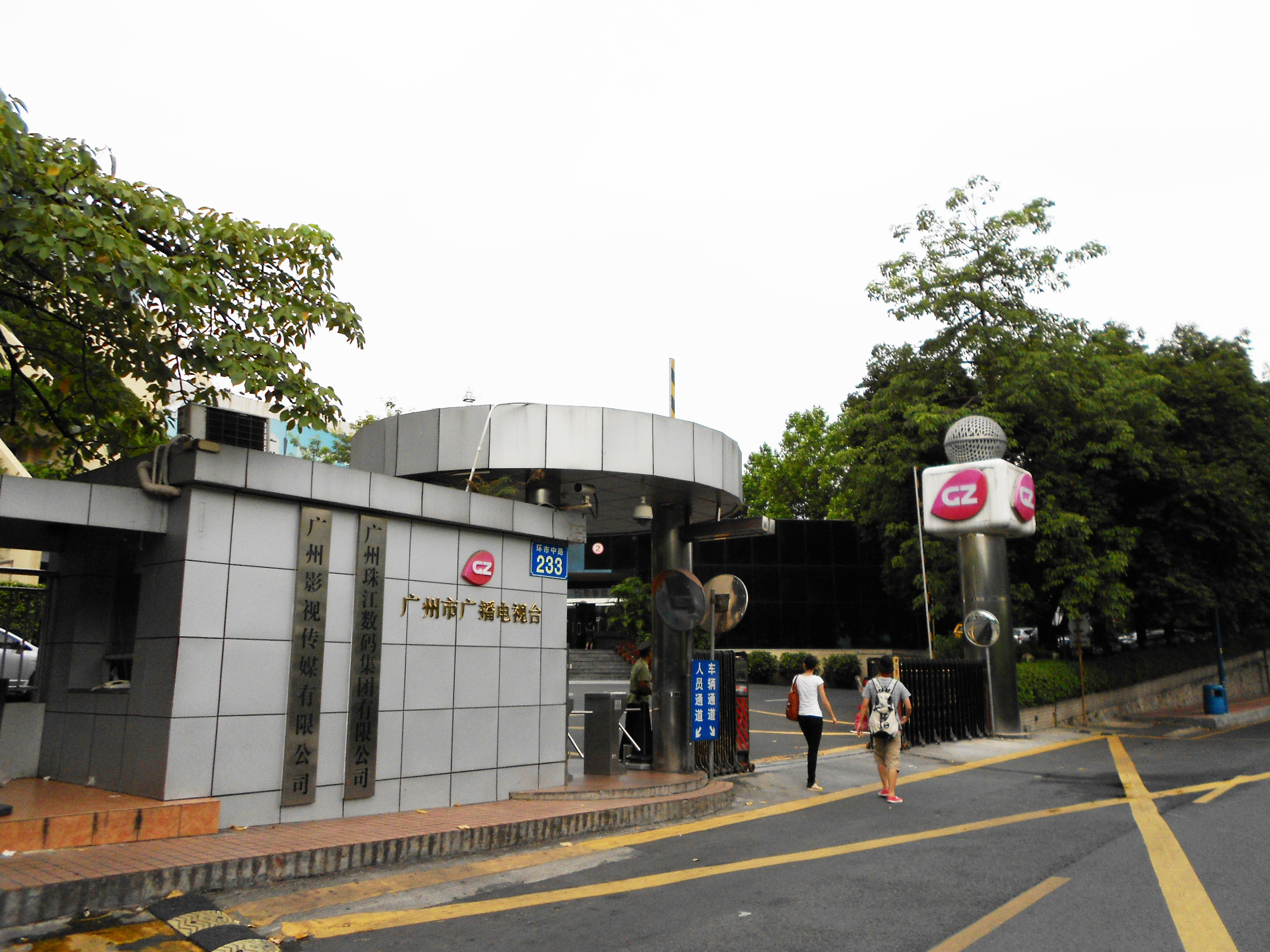
位於花果山的電視台正門，門牌顯示該處也是廣州有線珠江數碼所在地。

### 电视业务

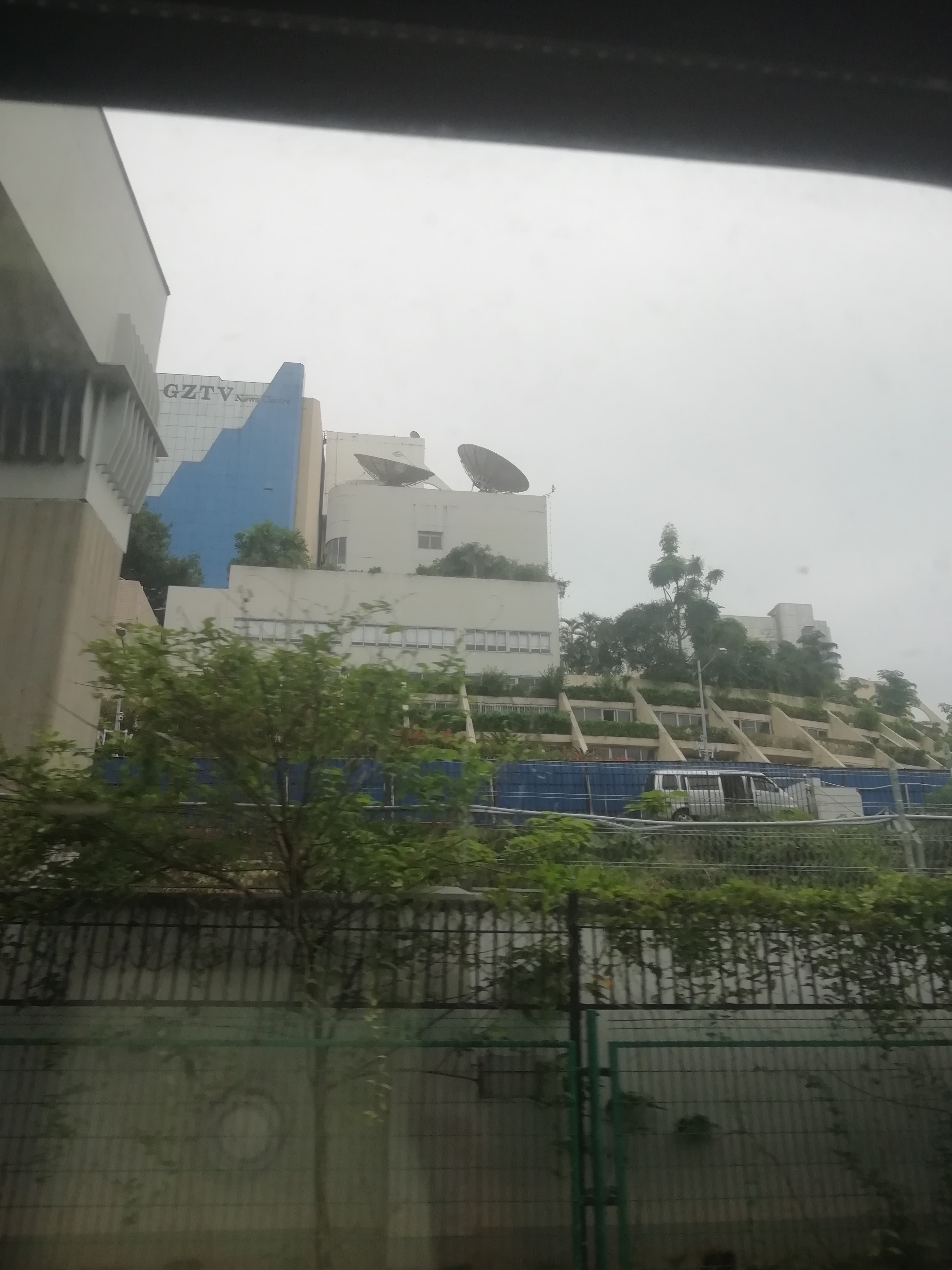
从广深铁路眺望广州台旧台址新闻中心大厦

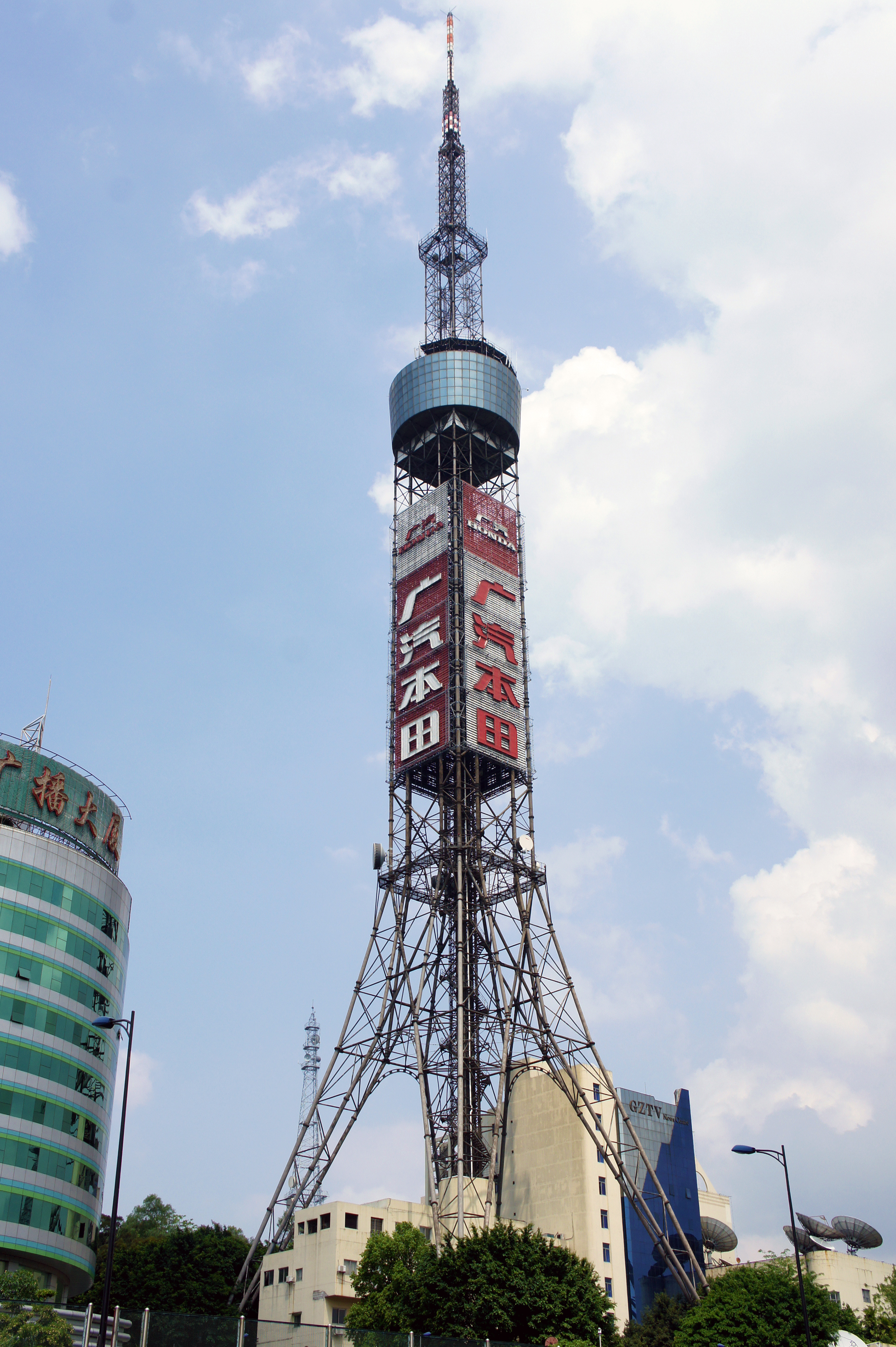
廣州電視塔，塔下藍色外牆建築是新聞中心大廈，左方是廣州廣播大廈（廣州電台）。

广东电视台在1959年至1979年间使用“广州电视台”的名称进行广播。1987年9月，广州电视台正式成立，在筹建期间临时租用环市中路209号两层半楼房作办公及制作、播出中心，租用西德胜岗省微波塔作发射台。1988年1月10日使用34频道开台试播。当日18:30，时任中共广州市委书记谢非、市长朱森林、市委副书记张汉青亲自按动了广州电视台的开播键。广州电视台初期每天播出时间为下午6时至晚上12时，主要栏目有《广州新闻》《时装荟萃》《七彩羊城》《体育天地》《顺意坊》等。1991年1月，位于越秀区花果山的广州电视彩电播出中心和广州电视塔建成并投入使用。
1992年10月31日，广州有线电视台正式成立，1994年1月，更名为广州有线广播电视台。1995年增开新闻、少儿、黄金生活、音乐、公安、环球金融、城区7个专业频道。1996年增开交通旅游频道。
1995年10月，广州电视新闻中心大楼落成投入使用。
2000年1月10日，广州电视台在12周年台庆之际，启动“强势新闻、热点娱乐”的新版面，并正式启用球形新台标。新台标设计意念是：球体象征地球和国际化，也借喻为眼球和传媒的功能，有团结一致的意象；带形的构成象征未来电视的网络化数字化发展将覆盖全球和突破区域。2000年3月经市编办批准，广州电视台与广州有线广播电视台合署办公。
2001年7月1日，经国家广播电影电视总局批准，广州市电视台和广州市有线广播电视台合并为一个播出实体，台名为广州市电视台，播出时称广州电视台。合并后，原广州电视台34频道变更为第一套节目（即“综合频道”），原有线台的新闻频道、健康生活频道、竞赛频道、经济频道、购物频道、影视频道依次变更为第二至第七套节目。2001年7月27日，广州市机构编制委员会发文同意上述举措。
2003年1月1日，广州电视台各频道的台标样式由上下结构调整为左右结构。
2003年11月6日，广州电视台网站“广视网”正式改版开通。
2006年4月，广州电视台和深圳广播电影电视集团达成对等落地协议，深圳卫视、广州电视台新闻频道互相落地。
2008年8月1日，综合频道、新闻频道、竞赛频道在茂名市落地，茂名观众可在有线电视中收看此3条频道。
2009年2月24日，广州电视台和佛山电视台实现对等落地，广州电视台综合频道、新闻频道落地佛山，佛山电视台新闻综合频道则进入广州有线电视网络。
2009年6月18日，广州影视传媒有限公司成立，负责广州电视台影视频道的运营。8月8日，广州电视台影视频道改版，黄金时段《风云剧场》由普通话改为粤语配音，并邀请黄子华担任频道代言人。
2009年10月12日，广州电视台举行新台标启用仪式暨普语综合频道开播盛典晚会，为迎接2010年广州亚运会，广州电视台经济频道由粤语专业财经频道改为普通话综合频道，是广州电视台的首个普通话综合频道，同时聘请曹景行担任频道总顾问、梁永斌担任频道形象代言人。同日，广州电视台启用第三代“木棉花瓣”新台标。
2010年8月18日，广州电视台和广州人民广播电台正式合并為廣州市廣播電視台。
2011年11月，广州电视台与中国网络电视台合作，推出“中国网络电视粤语台”。
2016年7月6日，因粤购公司经营问题和全省覆盖率问题，广州购物频道完全停播自制购物节目，改为播出外购购物节目。
2018年2月10日，广州广播电视台总部和电视制作播出系统正式搬迁至广州国际媒体港新址；同日，综合频道和新闻频道开始高标清同播。影视频道和竞赛频道也在同年12月28日开始高标清同播，且自从2018年12月11日起所有频道的标清版本均改为16:9播出。
2020年4月21日，国家广播电视总局批准广州市广播电视台将生活、少儿、购物三个专业电视频道整合为南国都市频道，采用4K超高清方式播出。频道于同年6月8日开播，是继中央广播电视总台4K超高清频道、广东广播电视台4K综艺频道、上海广播电视台SiTV欢笑剧场频道、华数求索纪录频道后获准开播的全国第5个、广东第2个4K超高清频道，也是全国地市级电视台首个4K频道。
2023年8月30日，广州广播电视台获国家广播电视总局批复同意关停5个标清频道，成为全国首家全面关停标清频道的播出机构。
2025年6月，广州广播电视台宣布，将精简影视频道和法治频道，以集中资源在剩余的综合、新闻和南国都市4K超高清3个频道。广电总局随后公布的电视频道名录中，已不存在前述两频道，预计将在不久后停播。

### 电台业务
广东人民广播电台旗下部分频道曾在1949年至1990年间使用“广州人民广播电台”呼号进行广播。1991年12月1日，广州人民广播电台正式开播，是继佛山电台后中国内地第二座实行全天24小时播音的电台。

### 有线电视业务
“珠江数码”系广州广播电视台下属经营有线电视业务的公司品牌，“珠江宽频”是宽带接入业务品牌、“珠江移动”是地面数字电视业务品牌、“珠江在线”是视频点播等业务的品牌。其旗下“甜果时光”为高清交互型机顶盒的品牌（现已停售），“甜果电视”系4K智能光纤电视IP化机顶盒的品牌（与中信国安广视合作），“甜果电视”同时覆盖除增城区外的所有广州市下辖郊区网。
2003年3月1日，广州数字电视正式试播。同年5月，广州数字电视试播得到了国家广电总局的正式批准和支持，广州被列入全国有线数字电视第一批试点城市，广州有线电视网被指定为广州市数字电视示范网。广州有线电视用户通過安装数字机顶盒，即可利用原电视机使用廣州有線提供的「股市在家」、「电视网站」、「视频点播」、「电子商务」、「远程教育」、「网上数据下载」等的数字电视业务服务，不過大部分業務仍长时间未開始實施。至2010年推出的甜果时光高清互动机顶盒才具有以上功能，在推广初期价格高昂，现已高标清同价，但点播回看还需要额外订购开通。
2007年，广州市广播电视网络有限公司更名为广州珠江数码集团有限公司，简称广数传媒珠江数码，至2011年只称“珠江数码”，但市民仍然习惯称其“广州有线”。

## 旗下频道

### 电视服务
广州广播电视台现有5个开路电视频道，1个为4K超高清频道，4个为高清频道，其中包括3个粤语、普通话并用频道和2个纯普通话频道，是中国大陆少数能在大部分的时间以地方语言（粤语）广播的电视台（高清化制播后粤语时段有所缩减），其也是广州有线电视的实际控制机构。

#### 现有频道
| 頻道名稱            | 语言        | 广播格式       | 啟播時間                                     | 頻道口號                           | 频道前身 | 備註 |
| 综合频道 （主频道） | 粵語 普通话 | HD: 1080P 16:9 | 标清版：1988年1月10日 高清版：2018年2月10日  | 花城百花開 我睇廣州台              | 广州台 广州电视34频道 | 播出粤语配音剧集和自制的新闻、资讯、娱乐、文化节目。该频道也是在广州广播电视台所有频道中，唯一一个在屏幕右上角全天候显示报时器的频道。 |
| 新闻频道            | 粵語 普通话 | HD: 1080P 16:9 | 标清版：1992年10月1日 高清版：2018年2月10日  | 直播广州，做广州最好嘅新闻资讯平台 | 广州有线新闻频道 | 播出新闻资讯及服务类节目，于亚运改版后推出“直播广州”系列，播出相当多以本地民生、本土文化、集体回忆为主题的新闻节目。2018年起，停播大部分新闻节目，现时主要为重播新闻资讯节目及纪录片。                                                                     |
| 影视频道            | 粵語 普通话 | HD: 1080P 16:9 | 标清版：1994年5月23日 高清版：2018年12月28日 |                                    | 广州有线大众影视频道 廣州有線影視頻道 | 由广州影视传媒有限公司运营。 |
| 法治频道            | 普通话      | HD: 1080P 16:9 | 标清版：1994年5月23日 高清版：2020年6月28日  |                                    | 广州有线经贸频道 广州有线信息频道 广州有线环球金融频道 广州电视台经济频道 | 频道启播时以粤语广播，2009年为迎接亚运改以普通话广播，但亦有少部分粤语节目和广告。2015年频道改版为“经济与法频道”，但频道呼号未变。2019年11月15日再次更名为“法治频道”。现时播出经济和法律节目，部分时间会播出电视剧。主要节目有《府前直通车》、《说法》等。 |
| 南国都市频道        | 普通话      | 4K 2160P 16:9  | 2020年6月8日                                 | 美好生活 时尚湾区                  | 广州有线音乐频道、广州有线环球娱乐频道、广州电视台生活频道、广州电视台英语频道、广州电视台英语生活频道（前生活频道） 广州有线少儿频道、广州电视台青少频道（前少儿频道） 广州有线购物频道（前购物频道） | 整合原生活频道、少儿频道和购物频道后开播的4K电视频道，为广东省拥有的第二个4K电视频道，也是全中国大陆地市级电视台首个4K频道。 |

#### 已停播频道
- 移动頻道：由广州珠江移动多媒体信息有限公司营运，通过DTMB地面数字电视于樓宇大廈、部分的士和巴士播放节目。曾开设数字电视传送版本，后停播。
- 花城频道：2016年11月28日启播，频道仅在晚间时段播出，主要播放新闻和政务信息，大部分节目以普通话播出，也有少部分粤语节目重播。该频道已于2017年8月初停止在电视上播出；原制作团队改名为“花城+”节目组，于数字电视和网页上制作点播节目。
- 精品欣赏：初期为宣传数字电视业务的“数字宣传”频道，后期改为付费电视节目的预览频道。与其它频道不同的是，该频道台标放置在屏幕右上角。该频道只在广州有线中播出，后于2019年停播。
- 广州电视课堂：因2019冠状病毒病疫情发生，中小学停课而临时开办的11条线上教育频道，由广州市教育局统筹、广州广播电视台制作，涵盖小学、初中和高一、高二共11个年级。其中，高中非毕业年级于2020年3月2日起开课，义务教育阶段从3月9日起开课[19]。2020年4月底停播。
- 购物频道：2006年启播，为中国内地首个电视购物频道，曾在广州、佛山、肇庆、江门等地播出，之后又逐渐撤出。2016年7月6日，因粤购公司经营问题和广东省覆盖率问题，广州购物频道完全停播自制购物节目，改为播出外购购物节目。2020年6月8日与生活频道、少儿频道合并为南国都市频道。
- 少儿频道：2005年1月9日启播，主要播放普通话儿童节目，亦有部分粤语生活资讯节目，前身为“青少频道”。2020年6月8日与生活频道、购物频道合并为南国都市频道。
- 生活频道：前身为1994年5月23日启播的“广州有线电视台音乐频道”、“广州有线电视台生活频道”。该频道初期主要播放自制节目和原声电影，后多次更名改版：2006年3月28日为迎接广州亚运会而改为“英语频道”[20]，但非英语节目占大多数，亦没有英语字幕；2012年7月1日改为“英语生活频道”，以中产观众为目标，推出以时尚生活为主的节目，亦于每晚19点转播《新闻联播》；2014年10月14日，恢复“生活频道”的名称。2020年6月8日与少儿频道、购物频道合并为南国都市频道。
- 竞赛频道：前身为1994年1月1日启播的“广州有线电视台体育频道”。该频道初期转播ESPN香港版本，后来加入广州台台标（体育）並遮蓋ESPN的台标，並插播少量本地体育节目。2001年广州有线电视台和广州电视台合并后加挂广州竞赛台标，并日趋增加直至全部播出自办节目，最后更名为“竞賽频道”，並只播放本地製作的体育节目或转播外购赛事。2024年11月23日停播，頻道資源併入南國都市頻道及新媒體視頻號“廣競體育”。
- 广州16频：为广州台在无线UHF16頻道转播的CCTV-2，该无线频道开播后一直加挂“广州16频”台标，到2003年去掉广州台台标；2008年之前，16频道每天19:00转播CCTV-1《新闻联播》及之后的天气预报。2020年底，無線模擬電視停播。

### 广播服务
广州广播电视台的广播服务源于1991年12月1日开播的广州人民广播电台（簡稱广州电台）。电台位于广州市环市中路231号花果山西侧的广州广播大厦，面积约17000平方米，1999年7月建成并开始投入使用。现有4个自办广播频率和3个转播频率。
调频广播发射塔位于广州市越秀区环市中路越秀公园旁；調幅廣播發射塔分別位於廣州市海珠區寶崗體育場旁（廣播廣州交通電台及青少年广播等）、廣州市花都區新華街道蓮塘村內（廣播中國之聲等）。

#### 自办频率
| 頻道名稱                                   | 语言        | 频道频率               | 啟播時間      | 頻道口號          | 频道前称                                         | 備註 |
| 新闻资讯广播 （广州新闻电台）              | 粤语 普通话 | FM 96.2MHz             | 1991年12月1日 |                   | 广州电台第一台 廣州電台風雲962                   | 新闻节目主频率。 |
| 广州金曲音乐广播 （广州汽车音乐电台）      | 粤语 普通话 | FM 102.7MHz            | 1993年12月1日 |                   | 广州电台第二台 广州电台金曲广播 廣州電台金曲1027 | 时尚专业音乐频率，2009年10月15日改为“广州汽车音乐电台”。现时部分时间转播中央广播电视总台大湾区之声。                                                                  |
| 经济交通广播 （广州交通电台·广州应急广播） | 粤语 普通话 | FM 106.1MHz AM 1098kHz | 2001年12月1日 | 一路精彩 揸车最爱 | 广州电台经济环保广播 廣州交通1061                | 2006年9月25日正式变更呼号为“广州电台经济交通广播”，为广州的专业交通电台，逢半点播出广州市中心城区的交通路况信息，亦会在需要时使用广州应急广播的呼号播出应急服务信息。 |
| 青少年广播 （广州My FM 880）               | 粤语 普通话 | FM 88.0MHz AM 1170kHz  | 2006年12月1日 |                   | 廣州電台飛揚88                                   | 现时与北京寰宇行思合作播出My FM系列节目，主要播出流行歌曲。 |

#### 转播频率
- 中央人民广播电台中国之声（FM 89.3MHz，AM 756kHz）
- 中央人民广播电台经济之声（FM 106.6MHz）
- 中央人民广播电台音乐之声（FM 87.4MHz）
- 中央广播电视总台粤港澳大湾区之声（FM 98.0MHz）
- 中国国际广播电台劲曲调频（FM 88.5MHz）

## 制作节目

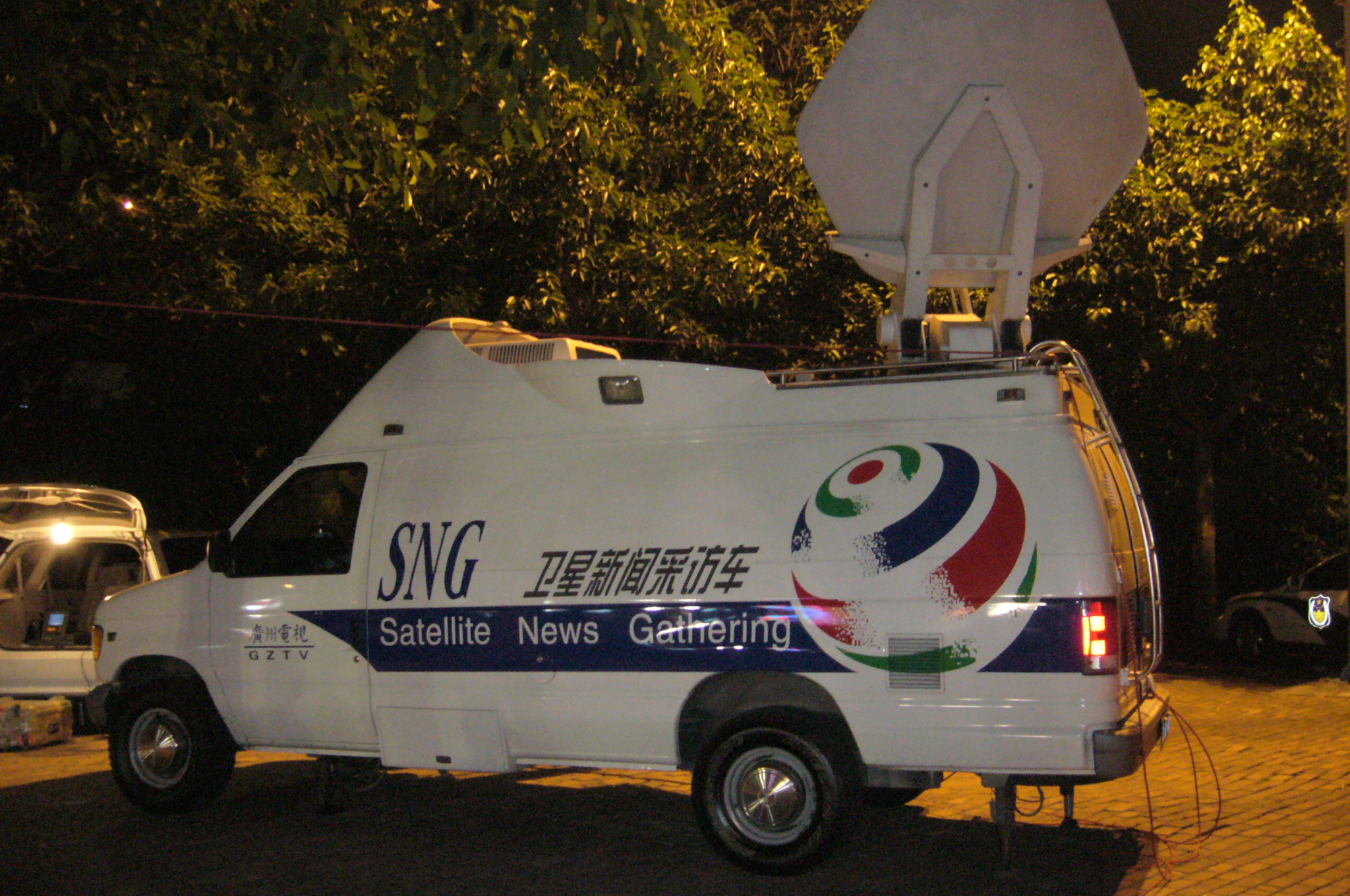
广州电视卫星新闻采访车

### 大型活动
- 《美在花城广告新星大赛》（模仿香港选美节目，1988年开始举办，2014年停办）

### 综艺及资讯节目

#### 正在播出
- 《揾食珠三角》
- 《百味广州》
- 《我顶我世界》
- 《神奇宝贝》
- 《百变小姐姐》
- 《花漾生活》
- 《营商论道》

#### 已停播
- 《时装荟萃》 《时尚21》 《广州跑男》
- 《隐藏的歌手》（合制）
- 《好桥架势堂》
- 《广视栋笃SELL》
- 《拉阔新生活》
- 《真情追踪》
- 《至经济》
- 《师奶永远OK》
- 《心水保姆》
- 《全城热恋》
- 《有米到》
- 《奋勇争先娱乐圈》
- 《有名堂》
- 《粤夜粤娱乐》
- 《岭南星空下》
- 《岭南英雄传》
- 《健康100Fun》

### 自制剧集
- 《外来妹》
- 《广州人家》
- 《开心廿四味》
- 《山水友相逢》
- 《我要发达》（古装版、现代版）
- 《非常主妇》
- 《商界》
- 《中国知青部落》
- 《客家女》
- 《生命》
- 《热血天歌》
- 《省港人家》
- 《风起霓裳》
- 《珠三角刑警》
- 《成家大细》
- 《大老板》
- 《凡事睇开点》
- 《大都市小保安》
- 《陈医生诊所》
- 《财来自有方》
- 《花开花落》

### 纪录片
广州电视台製作的纪录片部分於新闻频道《爱上纪录片》和《新闻日日睇》中播出，作品用於参加广州国际纪录片大会，获奖作品有《琴童》。

## 台址
广州广播电视台的旧总部位于越秀区环市中路花果山，占地1.2万平方米，同年建设的广州电视塔海拔250米（塔自身高度205米）。
为迎接2010年广州亚运会，广州市投资13亿，在广州塔旁兴建广州电视台新址。部分部门于2014年开始陆续进入新址办公。2018年2月，广州广播电视台总部和电视制作播出系统正式搬迁至海珠区阅江西路218号广州国际媒体港新址，而花果山旧台址则改建为“花果山超高清视频产业特色小镇”，继续作为广州台节目的制作播出基地。

## 爭議

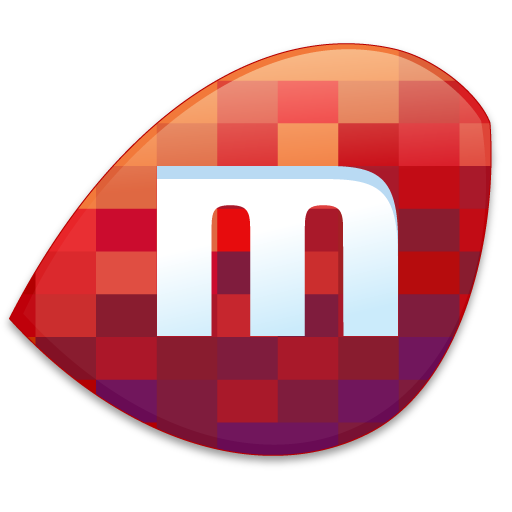
Miro標誌

### 涉嫌抄襲
2009年8月8日，广州电视台推出新台标，不过新台标却被怀疑是抄袭了Miro的标志；该台标在2009年10月12日正式启用。也有网友质疑广州台的新闻节目涉嫌抄袭，如《广视新闻》的片头动画与上海电视台《新闻报道》的片头类似、《广州新闻联播》片头的地球元素抄袭了CGTN新闻片头等。

### 新闻言论
2001年，廣州台的言論風格開始轉變。《广视新闻》開始從政府宣傳轉為報道社會民生，而最初的《新闻日日睇》從一開始的新聞報道，轉變為時事傾談節目，並逐漸增加評論內容。因受廣州觀眾歡迎，而迅速崛起。某程度上是市政府管理者更新換代，放寬討論空間所致。同时广州乃至珠三角的媒体相对于国内其他媒体，为与香港媒体竞争，在言论上相对会有更多的自由空间，例如批评职能部门处理不力的新闻几乎每天都为新闻头条等，都令国内人士和媒体关注。
尽管如此，在《新聞日日睇》中，記者被拒拍、襲擊的情況時有發生，當中暴露涉及管理者失職、管理混亂等事件後，主持人陈扬經常以「生病」、「放假」、「學習」、「失蹤」為理由而被頂替，其言論空間仍多方面受到政府的制約。最後陳揚被解雇，由其他主持人頂替，內容板塊被變更，对政府的批评就只能间接批评；2014年更改为纯民生新闻节目《G4出动》。

### 弃粤改普
2010年6月，广州市政协舉行了一個網上問卷調查，建議增加廣州市營電視頻道的普通話節目，其問卷內容一面倒，類似軟強迫，惹人質疑。調查結果顯示有接近90%的人反對该项提議。同年7月5日，时任廣州市政協提案委副主任的纪可光正式向广州市人民政府提交《關於進一步加強亞運會軟環境建設的建議》，當中包括將廣州電視台的綜合頻道或新聞頻道改為主要使用普通話廣播，或是在兩者的主時段使用普通話廣播。，隨即引起廣州市各界的強烈反對及批評。而紀可光在接受媒體訪問時對此問題表示「市民可以引導」，更加引起波瀾，认为他是「反骨仔」（粤语俗称，也就是叛徒的意思），並且引發粵語存廢的激烈討論，最後引发集会请愿活动。市政協指，按照國家广电总局的規定，電視台必須要以普通話為主體播音，但1988年考慮到廣東地區鄰近港澳，要與香港電視節目競爭，加強政治宣傳，當局才特別批准廣州台和廣東電視珠江台使用粵語廣州話，而並不是出於對本土文化、語言、生活習慣等範疇保育與傳承的考慮。市政协声称，之所以建议改用普通话，最主要是为了“上星”。目前中国大陆五个中心城市，四个市的国营电视台都已上卫星，但“上星”需广电总局批准，而批准的其中一个条件就是“必须用普通话”。
2012年11月6日，广州经济频道《经济新闻》（现时在综合频道播出）女主播羅丹（本名龐丹晶）在節目中评论称，网上一份所谓“数据”侮辱广州人讲普通话过于不标准，批評「廣東人說普通話，讓聽的人有要自殺的感覺，光榮吧」，为求更多人观看其节目，在节目中还说「要学好普通话就要观看他们的节目」。此言论引发网友讨论，造成部分网友的情绪反应，有网友称她「發表污衊廣州人及廣州文化的言論，阻礙社會文化多元化及多樣性」，也有網友要求羅丹道歉。后广州市文化广电新闻出版局及广州广播电视台工作人员表示，已对该视频进行删除并对该主播采取停播处理。

### 节目调动
2014年4月2日，广州综合频道在晚上7点黃金時段开始转播中国中央电视台综合频道《新闻联播》节目至今，而電視台並沒有事先諮詢公眾及發出節目調動指引，这一度引起了众多广州本地观众的不满。原本該時段播映的節目是《廣視新聞》完結後的《天氣報告》及《合家歡劇場》（均為粵語配音劇集）。據廣州台稱，《合家歡劇場》常年收視率穩定在7.5以上，在本土劇場收視排行榜上佔據絕對優勢地位。广州市文化广电新闻出版局在答复相关问题时称“这是遵照执行国家广播电视相关法律法规，......通过新闻联播，人民群众能够及时了解党中央的动态、国家发生的重大事件。”而国家新闻出版广电总局并沒有法例強制規定地级電視台必須在主頻道轉播《新聞聯播》。廣州电视台在此前已先后在经济频道和英语频道轉播《新闻联播》。而在当天，是广东省广电局下达命令要求各地级市电视台全部改到综合频道转播，一些地级市电视台如佛山电视台为了配合综合频道转播《新闻联播》，将原来的“公共频道”与“综合频道”呼号互换。

## 外部連結
- 官方网站

23°8′40″N 113°16′08″E / 23.14444°N 113.26889°E